# Peter Malmsjö
Peter Jonathan Malmsjö, född 1 mars 1962 i Saltsjö-Boo, är en svensk barn- och vuxenskådespelare. Han är son till Jan och Lena Malmsjö samt halvbror till Jonas Malmsjö.

## Filmografi
- 1970 – Grisjakten
- 1971 – Niklas och Figuren
- 1972 – Ture Sventon, privatdetektiv
- 1975 – Maria
- 1978 – Peters baby (TV-serie)
- 1982 – Time Out (TV-serie)